# ジョン・バーチ・ソサエティ
ジョン・バーチ・ソサエティ（英: John Birch Society）、ジョン・バーチ協会は、アメリカ合衆国の政治団体。いわゆる極右の一つとみなされている。
グループ名の由来は、第二次世界大戦終結直後の1945年8月に、宣教師として潜入中の中華民国で八路軍に殺された戦略情報局（OSS）の工作員、ジョン・バーチ（en:John Birch）にちなむ。

## 概要
1958年12月、反共主義の実業家ロバート・ヘンリー・ウィンボーン・ウェルチ・ジュニア (Robert W. Welch Jr.) とその賛同者によって、インディアナ州インディアナポリスで設立された。このウェルチは果汁製品メーカーウェルチの創業者トーマス・ブラムウェル・ウェルチまたは経営者と混同されることがあるが、誤りである。

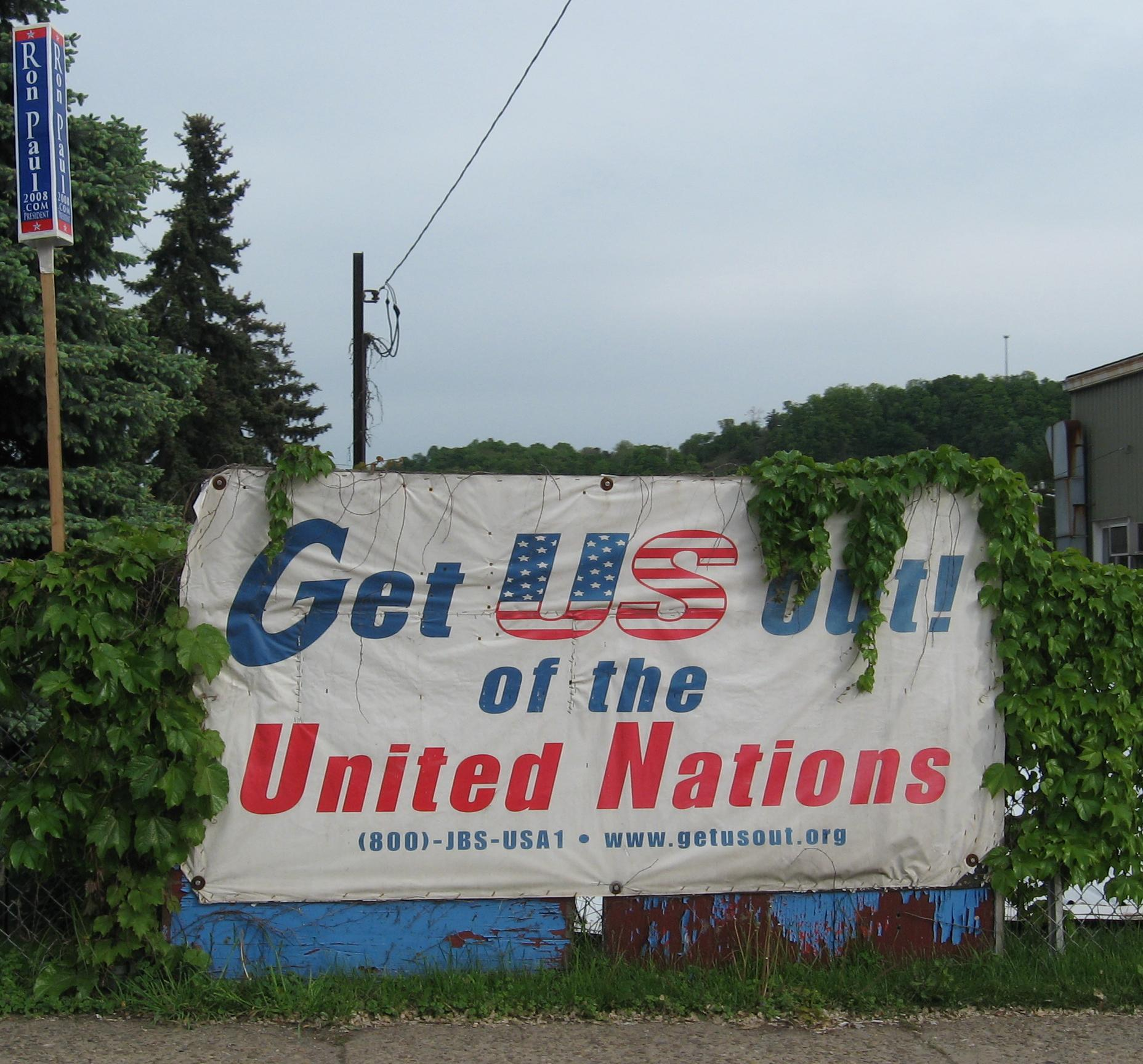
アメリカの国連脱退を主張するジョン・バーチ・ソサエティの屋外広告

「ニューライト（新右派）」と自らを定義し、反共産主義的主張を行うとともに、「容共的である」とみなした政治家や判事、団体に対しての批判を行っていた他、アメリカの北大西洋条約機構からの脱退や国際連合による干渉への反対などのモンロー主義的な孤立主義を主張していた。なお、1950年代後半から1960年代にかけて盛り上がりを見せた公民権運動に対しては、「共産主義者の影響を受けている」ということを理由にこれに反対している。
冷戦下の1960年代から1970年代にはその活動、影響力の最盛期を迎え、全米に6万人から10万人の会員を持ち、さらに民主党所属のラリー・マクドナルド下院議員を会員に迎えるなど政界にも支持者を持った。
冷戦が終結し、ソビエト連邦や東ドイツをはじめ世界各国で共産主義政権が消滅した1990年代初めあたりから、宿敵が消滅したためか「政府や金融機関は共産主義者に操られ、『新世界秩序』を実現しようとしている」などと主張している。なお現在はその本拠地をウィスコンシン州グランド・シュートに置き活動を続けている。現在も一定の支持者はあり、2016年大統領選にも影で影響を与えたと言われている。

## 著名な会員
- フレッド・コーク（コーク・インダストリーズの創業者。創設メンバーの一人で財政面で支援）
- ラリー・マクドナルド（英語版）（民主党下院議員。1983年9月1日に起きた大韓航空機撃墜事件で死去した）
- J・D・ティピット（テキサス州ダラス市警巡査。ケネディ大統領暗殺事件において犯人とされたリー・ハーヴェイ・オズワルドに殺された警官）
- レヴィーロ・P・オリヴァー（イリノイ大学教授。リー・ハーヴェイ・オズワルドはソ連の対米陰謀の一部であると主張した。創設メンバーの1人だが、1966年に脱退した。）

## エピソード
1963年5月12日、 エド・サリヴァン・ショーでボブ・ディランはジョン・バーチ・ソサエティを揶揄した曲「ジョン・バーチ・ソサエティ・ブルース（Talkin' John Birch Paranoid Blues）」を歌う予定であったが、リハーサルの際、放送局のCBS側から「放送にふさわしくない」と曲の変更を要求された。するとディランはそれを拒否。歌えないのなら番組には出ないと、スタジオから出て行ってしまった。